# Włodzimierz Fijałkowski
Włodzimierz Fijałkowski (ur. 4 czerwca 1917 w Bobrownikach nad Wisłą, zm. 15 lutego 2003 w Łodzi) – polski lekarz ginekolog-położnik, członek Papieskiej Akademii „Pro Vita”, twórca polskiego modelu Szkoły Rodzenia.

## Życiorys
W latach 1935–1939 był podchorążym Szkoły Podchorążych Sanitarnych i równocześnie studentem Wydziału Lekarskiego Uniwersytetu Warszawskiego. Wziął udział w kampanii wrześniowej. 13 września 1939 Naczelny Wódz mianował go podporucznikiem ze starszeństwem z 1 września 1939.
Naukę kontynuował na tajnych kompletach w Warszawie. Był więźniem niemieckiego obozu koncentracyjnego Auschwitz-Birkenau oraz obozu w Dautmergen na terenie Niemiec.  W niemieckich obozach poznał i wzajemnie wspierał się  m.in. z Tadeuszem Borowskim i Przemysławem Szudkiem. Po wojnie kontynuował studia w Edynburgu.
Po powrocie do kraju początkowo pracował w Klinice Położnictwa i Chorób Kobiecych w Gdańsku, gdzie uzyskał II stopień specjalizacji oraz doktorat w zakresie nauk medycznych. Następnie pracował w Bystrzycy Kłodzkiej. W 1955 roku rozpoczął pracę w Klinice Ginekologii i Położnictwa w Łodzi. Uzyskał habilitację na podstawie pracy pt. „Szkoła Rodzenia oparta na podstawach psychologicznych” w Akademii Medycznej, ale nie otrzymał etatu docenta. Szykanowany za odmowę dokonywania aborcji, został w 1974 usunięty z uczelni. W roku 1981 został przywrócony do pracy, a w 1992 Rada Wydziału Lekarskiego Akademii Medycznej w Łodzi nadała mu stopień profesora. W maju 1994 roku został członkiem Papieskiej Akademii Życia „Pro Vita”. Zmarł po krótkiej chorobie.
Pracując naukowo zajmował się rozwijaniem i wdrażaniem programu naturalnego planowania rodziny, promocją porodu naturalnego oraz biologicznymi, psychologicznymi i pedagogicznymi aspektami rozwoju dziecka w okresie prenatalnym. Regularnie pisał artykuły do kwartalnika "Głos dla Życia".
Uchwałą Rady Miejskiej w Łodzi z dnia 28 maja 2003 jednej z projektowanych ulic na Złotnie nadano nazwę Profesora Włodzimierza Fijałkowskiego. W 2025 Polska Federacja Ruchów Obrony Życia wystąpiła o wszczęcie jego procesu beatyfikacyjnego.

## Ordery i odznaczenia
- Krzyż Kawalerski Orderu Odrodzenia Polski (1993)[8]
- odznaka żołnierzy Armii Krajowej
- Odznaka „Za Zasługi dla Miasta Łodzi” (1993)[9]
- medal „Pro Ecclesia et Pontifice” (grudzień 1990)
- Krzyż Komandorski Orderu Świętego Grzegorza Wielkiego (1998)
- Nagroda im. Jerzego Ciesielskiego (2003)
- Nagroda im. Księdza Idziego Radziszewskiego Towarzystwa Naukowego KUL za rok (2003), za całokształt dorobku naukowego w duchu humanizmu chrześcijańskiego

## Dorobek naukowy
- Biologiczny rytm płodności a regulacja urodzin
- Poród naturalny po przygotowaniu w szkole rodzenia
- Moja droga do Prawdy
- Naturalny rytm płodności
- Seks okiełznany? Twórcze przeżywanie płci
- U progu rodzicielstwa
- Ku afirmacji życia
- Ojcostwo na nowo odkryte
- Niewykorzystany dar płci
- Dar rodzenia
- Rodzicielstwo w zgodzie z naturą. Ekologiczne spojrzenie na płciowość
- Ekologia rodziny. Ekologiczna odnowa prokreacji
- Miłość, Małżeństwo, Rodzina pr. zb. pod red. Franciszka Adamskiego, wyd. PETRUS, Kraków 2009.
- Wychowanie w rodzinie, pr. zb. pod red. Franciszka Adamskiego, wyd. PETRUS, Kraków 2010.